# Maria Margherita Grimani
Maria Margherita Grimani, nacida a finales del siglo XVII, fue una compositora italiana, activa en Viena entre 1713 y 1718. Fue la primera mujer cuyas obras se representaron en el teatro de la corte austríaca.

## Vida
Se sabe poco sobre la vida de esta compositora, activa en Viena entre 1713 y 1718. Fue una figura importante en el panorama musical de la época y fue la primera mujer cuyas obras se interpretaron en el Teatro Imperial de Viena. Como su nombre no aparece entre los músicos de la corte, se supone que pudo haber sido una de las monjas canónicas agustinas que trabajaron como compositoras de oratorios en la corte vienesa, como Caterina Benedicta Grazianini, Maria de Raschenau y Camilla de Rossi.
El apellido de la compositora sugiere que era miembro de la poderosa familia veneciana Grimani y que podría estar relacionada con el propio dux Pietro Grimani, el que había negociado la alianza entre Carlos VI de Habsburgo y Venecia contra los turcos, en el año en que se interpretó el Pallas de María Grimani en la corte. Además, Vincenzo Grimani —el mecenas y libretista de Agrippina de Händel— era en ese momento virrey de Nápoles. Sin embargo, la relación exacta de María con la familia Grimani no está clara.

## Obra
Las composiciones conocidas de Maria Margherita Grimani incluyen una ópera, o más bien una composición dramática (opus dramum) para dos voces, oboe y orquesta de cuerdas, Pallade e Marte. El libreto se publicó en Bolonia el 5 de abril de 1713 (donde probablemente ya se había representado la ópera). Se estrenó en el Teatro Imperial de Viena con motivo de la fiesta de San Carlos de Carlos VI de Habsburgo el 4 de noviembre de 1713.
Dos oratorios de Grimani también fueron representados en el Teatro Imperial: La visitazione di Elisabetta, estrenado en 1713 y más tarde representada otra vez en 1718, y La decollazione di S Giovanni Battista, estrenada en 1715. Se desconocen los nombres de los libretistas. Ambos celebran los éxitos militares de  Carlos VI los infieles.
Todas las obras de Grimani utilizan conjuntos pequeños de músicos: dos cantantes, un par de instrumentos imprescindibles y un grupo de continuo, que incluye el violonchelo y la tiorba. Su forma sigue los estándares de la época, como lo demuestran las obras de Alessandro Scarlatti. Estos estándares se manifiestan en una serie de arias da capo con coros y recitativos.